# Episema trimaculata
Episema trimaculata là một loài bướm đêm trong họ Noctuidae.